# Annelies Verstand
Anna Elisabeth (Annelies) Verstand-Bogaert (Oostburg, 8 oktober 1949) is een Nederlandse voormalige politica en bestuurder.
Van 1969 tot 1972 volgde Verstand de opleiding toerisme en recreatie aan de HBO-school te Breda. Daarna studeerde ze vanaf 1973 Nederlands recht (kandidaats) aan de Rijksuniversiteit Utrecht en Nederlands bestuursrecht aan de Katholieke Universiteit Nijmegen tot 1978.
Verstand begon in 1982 haar politieke carrière in Elst, als gemeenteraadslid voor D'66. In september 1988 werd ze benoemd tot burgemeester van Heteren. Zes jaar later, in december 1994, werd zij burgemeester van Zutphen.
In de zomer van 1998 werd ze benoemd tot staatssecretaris van Emancipatiezaken in het kabinet-Kok II voor D66. Nadien werd ze dijkgraaf van het waterschap Regge en Dinkel in Twente. In 2005 werd Verstand ook voorzitter van de CG-Raad, de Chronisch zieken en Gehandicapten Raad. Dat bleef zij tot november 2006. In 2007 begon zij haar eigen adviesbureau.
In 2013 was zij voorzitter van de Arnhem Mode Biënnale. In 2014 was zij informateur om een nieuwe college te vormen in de gemeente Enschede.
In 2015 leidde Verstand een onderzoek naar de (verziekte) bestuurscultuur in de Achterhoekse gemeente Oude IJsselstreek. Het onderzoeksrapport leidde tot het vertrek van de wethouders en korte tijd later ook van burgemeester Hans Alberse.
Ze heeft inmiddels een adviesbureau in Zutphen.

## Trivia
Als burgemeester van Zutphen was Verstand landelijk even in het nieuws, toen zij bij het bezoek van koningin Beatrix op Koninginnedag 1998 gekleed ging in een opvallend rood pakje, met een korte rok en een grote blauwe hoed, waarmee ze naar het oordeel van de media meer aandacht trok dan de vorstin.
- International Standard Name Identifier: 0000 0003 8884 965X
- Nederlandse Thesaurus van Auteursnamen: 175629412
- Parlement.com: vg09llpp5dvs
- Virtual International Authority File: 282143853
- WorldCat: E39PBJyxjdcf9D7vw3HkP9Vgrq